# Kernkraftwerk San'ao
Das Kernkraftwerk San'ao ist ein in Bau befindliches Kernkraftwerk im Kreis Cangnan, bezirksfreie Stadt Wenzhou, Provinz Zhejiang, Volksrepublik China, das am Ostchinesischen Meer liegt. Derzeit (Stand September 2022) sind zwei Reaktorblöcke mit einer geplanten installierten Leistung von zusammen 2420 MW in Bau.
Die beiden Blöcke sollen voraussichtlich 2026 und 2027 in Betrieb gehen.

## Geschichte
Mit ersten Erkundungen des zukünftigen Kraftwerksgeländes wurde 2007 begonnen. Die National Energy Administration genehmigte das Kraftwerksprojekt im Jahr 2015. Im September 2020 gab der Staatsrat der Volksrepublik China seine Zustimmung zum Bau der ersten beiden Reaktorblöcke. Am 30. Dezember 2020 erteilte die National Nuclear Safety Administration die Baugenehmigung für die beiden Blöcke.

## Block 1
Der Block 1 verfügt über einen Druckwasserreaktor (DWR) vom Typ HPR1000 mit einer Netto- bzw. Bruttoleistung von 1117 bzw. 1210 MWe; seine thermische Leistung liegt bei 3180 MWt.
Mit dem Bau von Block 1 wurde am 31. Dezember 2020 begonnen.

## Block 2
Der Block 2 verfügt über einen DWR vom Typ HPR1000 mit einer Netto- bzw. Bruttoleistung von 1117 bzw. 1210 MWe; seine thermische Leistung liegt bei 3180 MWt.
Mit dem Bau von Block 2 wurde am 30. Dezember 2021 begonnen.

## Eigentümer
Das Kraftwerksprojekt wird durch die CGN Cangnan Nuclear Co.,Ltd durchgeführt; an diesem Unternehmen sind die China General Nuclear Power Group (CGN) mit 46 %, die Zhejiang Energy Power mit 34 %, die Cangnan Haixi Construction Development Company mit 9 %, die Wenzhou Nuclear Energy Development Company mit 9 % und die Geely Maijie Investment Group mit 2 % beteiligt.

## Sonstiges
Im Endausbau soll das Kraftwerk aus 6 Blöcken bestehen. Die Reaktorblöcke sind für eine Betriebsdauer von 60 Jahren konzipiert. Die erzeugte elektrische Energie wird über drei 500-kV-Leitungen abgeführt.

## Daten der Reaktorblöcke
Das Kernkraftwerk San'ao hat zwei Blöcke (Quelle: IAEA, Stand: September 2022):
| Block | Reaktortyp | Modell  | Status | Netto- leistung in MWe (Design) | Brutto- leistung in MWe | Therm. Leistung in MWt | Baubeginn  | Erste Kritikalität | Erste Netzsyn- chronisation | Kommer- zieller Betrieb (geplant) | Abschal- tung (geplant) | Einspeisung in TWh |
| ----- | ---------- | ------- | ------ | ------------------------------- | ----------------------- | ---------------------- | ---------- | ------------------ | --------------------------- | --------------------------------- | ----------------------- | ------------------ |
| 1     | PWR        | HPR1000 | In Bau | 1117                            | 1210                    | 3180                   | 31.12.2020 | –                  | –                           | –                                 | –                       | –                  |
| 2     | PWR        | HPR1000 | In Bau | 1117                            | 1210                    | 3180                   | 30.12.2021 | –                  | –                           | –                                 | –                       | –                  |